# René d’Abadie
Marie Eugène Anne René d’Abadie (* 10. März 1895 in Magnac-Laval; † 15. Juli 1971 ebenda) war ein französischer Ornithologe.

## Leben und Wirken

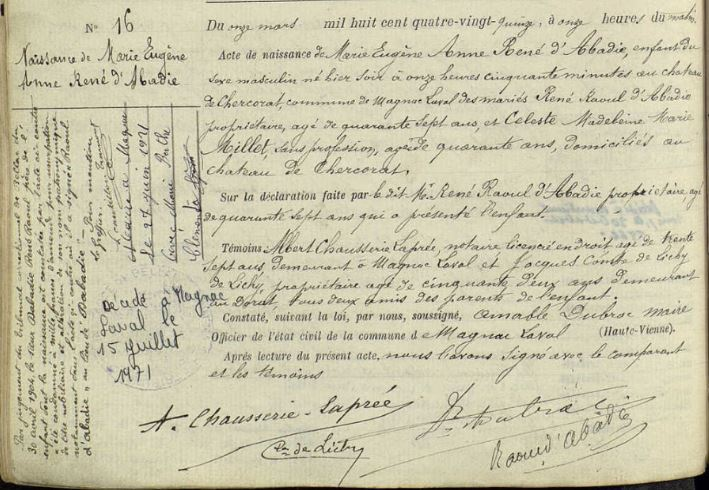
Geburtsurkunde Marie Eugène Anne René d'Abadie (1895–1971)

Sein Vater Réne Raoul d'Abadie (* 1848) erster Markgraf heiratete am 24. Dezember 1872 Celeste Madelaine Marie Millet (* 1854), die vor der Hochzeit im Château de Chez-Corat lebte.
René d'Abadie heiratete Marie Berthe Germaine Clément (1899–1962) und war Besitzer des Châteaux de Chercorat in Magnac-Laval.
Markgraf D'Abadie war ordentliches Gründungsmitglied (Membre Titulaire fondateur) der Société ornithologique de France. Außerdem saß er im Initiativkomitee aus den unterschiedlichsten Regionen Frankreichs, deren Ausschuss die Aufgabe hatte, Berichte anderer Mitglieder für die Revue française d'ornithologie, das Publikationsorgan der Gesellschaft, zu sichten. Neben d'Abadie waren Georges Marie Thibout (1878–1951), Élie Cottereau (1867–1952), Robert Deschiens (1895–1978). ein Herr Fagard, Victor Ernest Hyacinthe Grison, Émile Gromier (1875–1972), Henri Heim de Balsac (1899–1979), Paul Paris (1875–1938), François Xavier Raspail (1840–1926), Charles Émile Radot (1844–1928), Émile Plocq (1873–1937), Edouard Seguin-Jard (1870–1934), Jacques Delamain (1874–1953), Marcel Bon, Henri Darviot-Albertier, Maurice de la Fuye, Albert Hugues (1876–1940), Marius Deleuil, Gabriel Guerrier de Dumast (1892–1953), André Labitte (1890–1964), Fernand Lomont Senior, Charles Marcot, André Godard (1865–1941), Pierre Jean de Tristan (1888–1944), Maurice F. Siron, Raymond Rollinat (1859–1931), Charles Calemard und A. Gibert im Gremium.

## Der Wissenschaftler und Ornithologe
Zusammen mit Hélan Joseph Antoine Jaworski (1880-) publizierte er 1917 den ersten Teil von Le Plan biologique , der sich mit den sozialwissenschaftliche Themen Warum der Tod? und der Internalisierung beschäftigte. Der zweite Teil handelte vom Stammbaum der Menschheit, ein Thema, das sie 1933 zusammen mit Michka de Nicolay und Jean Octave Edmond Perrier in einer weiteren Publikation vertieften. Schließlich publizierte er mit Les Oiseaux en Haute-Vienne im Jahr 1919 seinen ersten ornithologischen Kurzartikel, dem kurz darauf mit Sur les Commorans Huppés de Belle-îles-en Mer ein erster längerer Bericht über die Krähenscharben (Phalacrocorax aristotelis) auf Belle-Île-en-Mer folgte. Immer wieder beschäftigte er sich mit Anormalitäten bei Vögeln bzw. ihren Eiern z. B. Un cas de malformation embryonnaire chez le Merle noire oder Sur des anormalies d'œufes d'oiseaux. Oft waren es auch lokale Themen wie La Basse-Marche, pays de transition: Histoire naturelle et économie rurale oder Notes d'ornithologie Bas-Marchois, die ihn beschäftigten. Auch seine Reiseberichte aus Tunesien und Algerien waren vom ornithologischen Interesse geprägt. Gelegentlich publizierte er auch ornithologische Biografien wie Une triple biographie d'ornithologistes français: Jean-Jaques, Armand et Alber Marachand oder Une page de signatures d'Ornithologistes en renom du XIXe siècle. Nach 1936 schien er nicht mehr ornithologisch zu publizieren.
1952 schrieb er zwei öffentliche Briefe an den Abt und Kuriendekan Habrias, in denen er gegen einen Film, der über die Prozession der neun Orte gedreht werden sollte, protestierte. 1957 folgte mit La Procession de neuf lieues eine Abhandlung, die sich mit der Prozession um Magnac-Laval zu Ehren von Maximin von Trier auseinandersetzte.
Nach seinem Tod ging seine naturhistorische Sammlung an das Muséum d'histoire naturelle de Nantes. 1988 wurde das Vermächtnis von René d'Abadie dann für die Öffentlichkeit zugänglich gemacht.

## Exkursion im Norden Tunesiens, der Provinz Constantine und dem Süden Algeriens
Am 23. Mai 1927 schiffte er in Marseille in Richtung Tunis ein. Zusammen mit Alfred Blanchet aus Hammam-Lif und Alfred Vaucher aus Genf plante er eine ornithologische Expedition. Als die Rundreise stattfinden sollten, mussten die beiden Begleiter kurzfristig verhindert absagen. Stattdessen begleitete sie Léon Bondat aus Grenoble, ein Neffe von Blanchet, der sie mit seinem Citroën B14 durch die Gegend fuhr. Seine ersten acht Tage verbrachte er in Hammam-Lif wo er seine Freunde Blanchet und Vaucher traf. Dazu hatte er das Glück, die Kollegen Adrien Joseph Louis Lavauden (1881–1935) und Paul Bédé zu treffen, sowie Ernst Hartert (1859–1933) und Hachisuka Masauji (1903–1953) kennenlernen zu können.
Am 3. April 1927 fuhren sie schließlich über Ischkeul, den Gebirgszug Modods über die algerische Grenze nach Bône. Am 4. April erreichten sie über den Fetzara-See die Stadt Constantine. Am nächsten Tag besuchten sie die Schluchten des Rhumel. Am 6. April brachen sie von Sétif auf, wobei sie bei Aïn Taghrout einige Vögel sammelten. Später erreichten sie Bordj Bou Arreridj, von wo aus sie nach Bou Saâda weiterzogen, einen Ort, an dem sie den 7. April verbrachten. Am folgen Tag kehrten sie nach El Djelfa mit einigen zu präparierenden Vögeln zurück. Weiter ging die Reise über die Provinzen Bordj Bou Arreridj und M’Sila. Am 8. April durchquerten sie die Aleppo-Kiefern-Wälder nahe der Bahnstation El Mesrane, von wo aus sie nach El Djelfa zurückkehrten. Hier trafen sie erneut auf Hartert und Hachisuka, die aus Algier gekommen waren. Weiter ging die Reise nach Al-Aġwāṭ, welche sie am 9. April Richtung Oued M'Zi passierten. Als sie Messaâd hinter sich ließen, kamen sie erstmals in die wahre Sahara. Hier sammelten sie die Region um Ghardaia und das Tal von M'zab. In der Gegend besuchten sie die Oase Berriane, ein Gebiet, das sie über trockene Hügeln durch das Labyrinth des Tal von Chebka erreicht hatten. Die Reise ging weiter Richtung Süden, wo sie in Ghardaia Halt machten. Hier traf sie Victor Charles Arnould (1874–1951), der für seine Fänge von lebenden Vögeln und Reptilien in dieser Region bekannt war. Sie nutzen die Zeit, ihre Bälge zu präparieren. Es waren besonders Saharasteinschmätzer (Oenanthe leucopyga aegra), die hier relativ oft vorkamen. Am 12. April brachen sie Richtung Ouargla auf. Am 14. April setzen sie von dort die Reise fort, bis sie schließlich Touggourt erreichten. Unterwegs sahen sie Theklalerchen (Galerida theklae carolinae), Wüstengrasmücken (Sylvia nana deserti) und Rennvögel (Cursorius cursor). Nach einem Tag Rast ging es am 16. April weiter Richtung Biskra. Hier trafen sie auch auf Jean-Louis Fage (1883–1964), der damals Assistent von Charles Joseph Gravier (1865–1937) war. Das nächste Ziel war am 18. April Batna. Am nächsten Tag besuchten sie den Kef-Mahmel im Aurès-Gebirge und kehrten nach Batna zurück. Am 20. April waren die Ruinen von Timgad ihr Ziel. Im Wald on Bouhmama fingen sie eine Wasseramsel (Cinclus cinclus minor). Nach der erneuten Rückkehr nach Batna brachen sie am nächsten Morgen nach Souq Ahras auf. Während der Reise auf der Hochebene nahe Sedrata erlegten sie einen Adlerbussard (Buteo rufinus). Bei Sakiet Sidi Youssef passierten sie schließlich die algerisch-tunesische Grenze, wo sie bereits von ihren Freunden Blanchet und Vaucher erwartet wurden. Über Téboursouk und der antiken Stadt Thugga erreichten sie schließlich wieder Tunis. Am 26. April ging d’Abadie schließlich mit vielen mit vielen Souvenirs an Bord und kehrte nach Frankreich zurück.

## Dedikationsnamen
Henri Louis Ernest Jouard (1896–1938) ehrte ihn 1929 durch die Benennung einer Unterart der Haubenmeise (Lophophanes cristatus abadiei), Jean Théodore Delacour (1890–1985) und Pierre Charles Edmond Jabouille (1875–1947) 1930 durch die Benennung einer Unterart der Rotkopftesia (Cettia castaneocoronata abadiei).

## Werke (Auswahl)
- mit Hélan Joseph Antoine Jaworski: Le Plan biologique - Pourquoi la mort? L'intériorisation (= Un Pas dans l'essence des choses, philosophie vérifiable. Band 1). A. Maloine et fils, Paris 1917.
- mit Hélan Joseph Antoine Jaworski: Le Plan biologique, L'Arbre biologique (= Un Pas dans l'essence des choses, philosophie vérifiable. Band 2). A. Maloine et fils, Paris 1918.
- mit Hélan Joseph Antoine Jaworski: La Période géologique, sa signification. La Naissance (= Un Pas dans l'essence des choses, philosophie vérifiable. Band 3). A. Maloine et fils, Paris 1918.
- mit Hélan Joseph Antoine Jaworski: Le plan social. L'Humanité (= Un Pas dans l'essence des choses, philosophie vérifiable. Band 4). A. Maloine et fils, Paris 1918.
- mit Hélan Joseph Antoine Jaworski: Les Etapes de l'histoire : Le plan social (= Un Pas dans l'essence des choses, philosophie vérifiable. Band 5). A. Maloine et fils, Paris 1918.
- Les Oiseaux en Haute-Vienne. In: Revue française d'ornithologie - Scientifique et pratique. Band 6, 1919, S. 30 (online [abgerufen am 6. März 2016]).
- Sur les Commorans Huppés de Belle-îles-en Mer. In: Revue française d'ornithologie - Scientifique et pratique. Band 6, 1919, S. 81–83 (online [abgerufen am 6. März 2016]).
- Sur des anormalies d'œufes d'oiseaux. In: Revue française d'ornithologie - Scientifique et pratique. Band 6, 1919, S. 142–144 (online [abgerufen am 6. März 2016]).
- La Société ornithologique de France. In: Revue française d'ornithologie - Scientifique et pratique. Band 6, 1920, S. 89 (online [abgerufen am 6. März 2016]).
- Sur les migrations des grues cendrées au Printemps de 1920. In: Revue française d'ornithologie - Scientifique et pratique. Band 6, 1920, S. 94–95 (online [abgerufen am 6. März 2016]).
- La corneille noire et le pigeon ramier. In: Revue française d'ornithologie - Scientifique et pratique. Band 7, 1921, S. 122–126 (online [abgerufen am 6. März 2016]).
- Note rectificative: Passage d'hiver en Haute Vienne de la Corneille noire. In: Revue française d'ornithologie - Scientifique et pratique. Band 7, 1921, S. 188 (online [abgerufen am 6. März 2016]).
- Au sujet des donations scientifique. In: Revue française d'ornithologie - Scientifique et pratique. Band 7, 1922, S. 241–243 (online [abgerufen am 6. März 2016]).
- Catalogue raisonné des oiseaux du Canton de Magnac-Laval (Haute-Vienne). In: Revue française d'ornithologie - Scientifique et pratique. Band 7, 1922, S. 314–323 (online [abgerufen am 6. März 2016]).
- Catalogue raisonné des oiseaux du Canton de Magnac-Laval (Haute-Vienne). In: Revue française d'ornithologie - Scientifique et pratique. Band 7, 1922, S. 342–347 (online [abgerufen am 6. März 2016]).
- Catalogue raisonné des oiseaux du Canton de Magnac-Laval (Haute-Vienne). In: Revue française d'ornithologie - Scientifique et pratique. Band 7, 1922, S. 362–365 (online [abgerufen am 6. März 2016]).
- Un cas de malformation embryonnaire chez le Merle noire. In: Revue d'histoire naturelle appliquée (= Deuxième partie. Ornithologie - Aviculture l'Oiseau). Band 3, 1922, S. 136–139 (online [abgerufen am 6. März 2016]).
- Addendas ornithologiques à la faune régionale. In: La Revue scientifique du Limousin. Band 13, Nr. 338, 1924, S. 263–264 (online [abgerufen am 6. März 2016]).
- Le retour au nid. Expérience de baguement chez Hirundo rustica (1924–1925). In: Revue française d'ornithologie (= Série 2). Band 9, 1925, S. 130–137 (online [abgerufen am 6. März 2016]).
- mit Vorwort von Jules Welsch: La Basse-Marche, pays de transition: Histoire naturelle et économie rurale. In: Archives d'Histoire Naturelle. Band 2, 1925, S. 1–97.
- Observation de 1926 sur une colonie d'Hirundo rustica baguées. (Considérations sur le retour des jeunes au nid et la domesticité de l'Oiseau). In: Revue française d'ornithologie (= Série 2). Band 10, 1926, S. 440–445 (online [abgerufen am 6. März 2016]).
- Nid aberrant d'Ægithalos caudatus roseus (Blyth) 1838, et d'une erreur possible dans L'art de la nidification chez les oiseaux. In: Revue d'histoire naturelle appliquée. (= Deuxième partie l'Oiseau). Band 7, 1926, S. 363–367.
- Voyage rapide d'un ornithologiste à travers le Nord-Tunisien, la province de Constantine et le Sud-Algérien. In: Revue d'histoire naturelle appliquée. (= Deuxième partie l'Oiseau). Band 8, 1927, S. 342–351.
- Voyage rapide d'un ornithologiste à travers le Nord-Tunisien, la province de Constantine et le Sud-Algérien. In: Revue d'histoire naturelle appliquée. (= Deuxième partie l'Oiseau). Band 8, 1927, S. 353–364.
- Songeries d'un Naturaliste. In: La Revue Limousine de la Quinzaine. Band 1, Nr. 27, 1927, S. 114–116 (online [abgerufen am 6. März 2016]).
- Songeries d'un Naturaliste. In: La Revue Limousine de la Quinzaine. Band 2, Nr. 32, 1927, S. 202–204 (online [abgerufen am 6. März 2016]).
- Sur le régime alimentaire du Coucou. In: Revue française d'ornithologie (= Série 2). Band 11, 1927, S. 82–83 (online [abgerufen am 6. März 2016]).
- Quelques mots sur des Busards cendrés Circus pygargus (L.). In: Revue française d'ornithologie (= Série 2). Band 11, 1927, S. 318–320 (online [abgerufen am 6. März 2016]).
- Songeries d'un Naturaliste. In: La Revue Limousine de la Quinzaine. Band 2, Nr. 40, 1928, S. 354–356 (online [abgerufen am 6. März 2016]).
- Dans le Nord du Sahara Souvenirs et Impression d'un naturaliste. In: La Revue Limousine de la Quinzaine. Band 2, Nr. 45, 1928, S. 430–431 (online [abgerufen am 6. März 2016]).
- Dans le Nord du Sahara Souvenirs et Impression d'un naturaliste. In: La Revue Limousine de la Quinzaine. Band 2, Nr. 46, 1928, S. 448–451 (online [abgerufen am 6. März 2016]).
- Un parc zoologique français: Clères. In: La Revue Limousine de la Quinzaine. Band 3, Nr. 57, 1928, S. 142–147 (online [abgerufen am 6. März 2016]).
- Visite à quelques musées de la Seine-Inf. - Quelques considération sur des collections d'oiseaux paléartiques. In: Revue d'histoire naturelle appliquée. (= Deuxième partie l'Oiseau). Band 10, 1929, S. 14–21.
- Visite à quelques musées de la Seine-Inf. - Quelques considération sur des collections d'oiseaux paléartiques. In: Revue d'histoire naturelle appliquée. (= Deuxième partie l'Oiseau). Band 10, 1929, S. 49–53.
- Une triple biographie d'ornithologistes français: Jean-Jaques, Armand et Alber Marachand. In: Revue d'histoire naturelle appliquée. (= Deuxième partie l'Oiseau). Band 10, 1929, S. 207–221.
- Une page de signatures d'Ornithologistes en renom du XIXe siècle. In: L'Oiseau et la revue française d'ornithologie. Band 11, 1930, ISSN 0030-1531, S. 340–341.
- Notes d'ornithologie Bas-Marchois. I. Le Pays. Economie rurale et Ornithologie. In: L'Oiseau et la revue française d'ornithologie. Band 11, 1930, ISSN 0030-1531, S. 481–490.
- Notes d'ornithologie Bas-Marchois. II. Notes de Faune. Comportement des Oiseaux en Basse-Marche. In: L'Oiseau et la revue française d'ornithologie. Band 11, 1930, ISSN 0030-1531, S. 525–552.
- Notes d'ornithologie Bas-Marchois. III. Févriet 1929 et les Oiseaux. In: L'Oiseau et la revue française d'ornithologie. Band 11, 1930, ISSN 0030-1531, S. 605–612.
- Passages et séjours exceptionnels des Becs-croisés et de Pigeons ramiers en H.-Vienne de juin 1930 à avril 1931. In: L'Oiseau et la revue française d'ornithologie (= Nouvelle série). Band 1, 1931, ISSN 0030-1531, S. 503–514.
- Présence de vers parasites dans la région occipitale chez les Oiseaux. In: L'Oiseau et la revue française d'ornithologie (= Nouvelle série). Band 2, 1932, ISSN 0030-1531, S. 200–201.
- mit Hélan Joseph Antoine Jaworski, Michka de Nicolay, Jean Octave Edmond Perrier: Après Darwin l'Arbre biologique. J. B. Baillière et Fils, Paris 1933.
- Notes d'ornithologie Bas-Marchois. Addenda. In: L'Oiseau et la revue française d'ornithologie (= Nouvelle série). Band 4, 1934, ISSN 0030-1531, S. 730–733.
- mit Robert Philippe Dollfus: Sur un Nématode parasite de la Chevêche commune Athene noctua noctua (Scopoli). In: L'Oiseau et la revue française d'ornithologie (= Nouvelle série). Band 6, 1936, ISSN 0030-1531, S. 350–353.
- La Procession de neuf lieues. A. Bontemps, Limoges 1957.